# The Hives
A The Hives egy svéd rockegyüttes, amely 1993-ban alakult egy svéd iparvárosban, Fagerstában. A zenekar egyedi megjelenésével (a fekete-fehér öltözék, a hatvanas éveket idéző felszerelés) és az egyszerű gitárriffekkel megszólaltatott punk-rock zenével új távlatokat teremtett a könnyűzene ezen területein. A The Hives napjaink egyik legnépszerűbb fesztiválzenekara.

## Diszkográfia

### Albumok
- 1997: Barely Legal
- 2000: Veni Vidi Vicious
- 2004: Tyrannosaurus Hives
- 2007: The Black and White Album
- 2012: Lex Hives

### Válogatások
- 2002: Your New Favourite Band

### Középlemezek
- 1996: Oh Lord! When? How?
- 1998: A.K.A. I-D-I-O-T
- 1998: A Killer Among Us (EP)
- 2010: Tarred & Feathered

### DVD
- 2004: Tussles in Brussels